# Felmér
Felmér (románul Felmer, németül Felmern, szászul Fälmern) falu Romániában, Brassó megye északnyugati részén. Közigazgatásilag Sáros községhez tartozik. A faluban nincs folyóvíz, csatornázás, gáz, vagy tömegközlekedés. Szász erődtemploma romos állapotban van.

## Nevének eredete
Neve a szláv Velimir személynévből származik. Kniezsa István szerint a szókezdő F arra utal, hogy legelőször a német (szász) nyelvbe került bele, és innen vette át a magyar (majd a román). Kálmán Béla véleménye ezzel szemben az, hogy a magyar nyelvbe került be először, a szókezdő Vel pedig népetimológia hatására módosult Fel-re egy Almér-Felmér névpár mintájára. A hagyomány szerint az első szász lelkipásztort hívták így.
A Welmer alak 1206-ban jelenik meg legelőször. 1455-ben és 1486-ban Felmer,  1494-ben Felmar, 1534-ben Fölmer, a 16. századtól pedig a leggyakoribb változat a Felmer. Mai német Felmern neve 1800-ból maradt fenn. 1839-ben a Fellmer, Felmeria, Fellmern, Felmerndorf, Felmera alakokat jegyzik fel. A román hatalomátvétel után Felmer a hivatalos név.

## Fekvése
Brassótól 55 (közúton 82) kilométerre északnyugatra, Fogarastól 10 (közúton 16) kilométerre északra fekszik. Távolsága községközpontjától, Sárostól 8 kilométer.

## Története

A környéki dombokon bronzkori, vaskori és római kori leleteket találtak, azonban a falu területén nem, mivel az régen feltehetőleg egy nedves, mocsaras hely volt, így ott nem alakultak ki ókori települések. A szászok a 12. században érkeztek ide: 1150–1190 között a Rajna–Majna vidékéről és Flandriából származó telepesek szétszórtan éltek a mai falu területén, és 1190 körül döntöttek úgy, hogy falut alapítanak. Több közeli faluhoz hasonlóan Felmér első említése is 1206-ban, egy II. András magyar király által kiadott adománylevélben maradt fenn, villa Welmer alakban.
A 14. századtól kőhalomszéki szász falu volt. 1488-ban 34 gazdát, egy iskolamestert és két szegényembert írtak össze. Ekkor malom is volt a településen. Lakosai főként mezőgazdasággal foglalkoztak, de néhány kézműves is lakott itt. A szomszédos, románok lakta Sonával és a magyarok lakta Kóborral gyakran volt határvitájuk. A szászokat megtizedelték a török portyák (1532-ben csak 21 háztartást számoltak), ezért az akkori püspök úgy döntött, hogy a lakosságot moldvai telepesek behozásával növeli. A románok kezdetben a falu szélén telepedtek le, mivel a szászok a központban laktak; később az áradások miatt a szászok eladták központi házaikat a románoknak, és új házakat építettek a környező dombokon. 1534-ben Gritti itt gyilkoltatta meg Czibak Imre püspököt, erdélyi vajdát, a Habsburgok és az Oszmán Birodalom közötti viták kapcsán.
1658-ban a falu nagy részét elpusztították a törökök. A 18. században Benkő József arról számol be, hogy evangélikus egyháza 182 férfit és 105 asszonyt számlált, és lakosai sok borsót termesztettek. 1848-ban kolera tombolt: 112 szász és 58 román és cigány halottról számoltak be.
A felméri erődtemplom 1250 körül épült román stílusban; a 15. század végén megerősítették és gótikus elemekkel átépítették, tetejére egy védemeletet húztak és öt toronnyal ellátott, megközelítőleg négyzet alaprajzú védőfalat emeltek köréje. Tornya csak 1795-ben készült el. 1800-ban védemeletét lebontották. 1909-ben a kerítőfal déli része helyén építették fel az új szász iskolát; ekkor végezték az utolsó karbantartási munkálatokat a templomon. Román ortodox temploma 1834-ben épült, azelőtt egy fatemplomot használtak, melynek romjai ma is láthatóak. Tetőzetét 1876-ban egy vihar után újjáépítették. A román iskola 1850-ben nyílt, a templom mellett.
Felmér 1867-ig kisebb megszakításokkal Kőhalomszékhez, majd Nagy-Küküllő vármegyéhez tartozott. A román hatalomátvétel után Nagy-Küküllő majd Fogaras megye, Sztálin régió, majd Brassó régió része volt. 1968-tól Brassó megye és abban Sáros község része. A második világháború alatt 80 felméri szász teljesített katonai szolgálatot a német és a román hadseregben, közülük 33 esett el. 1945 januárjában 94 szász lakost deportáltak a Szovjetunióba kényszermunkára, 11 meghalt a fogságban. Az 1950-es években itt működött az antikommunista ellenállási mozgalom egyik magja; kilenc tagját letartóztatták és bebörtönözték.
Az 1960-as évektől Felmér lakossága csökkenni kezdett, ugyanis sokan Fogarasra költöztek a munkalehetőségek miatt. Itt forgatták az 1985-ös Mi, akik a frontvonalból jöttünk Sergiu Nicolaescu-film több jelenetét, a forgatások során pusztult el az akkor már használaton kívül levő szász iskola és a községháza épülete. A faluban még a 21. század elején sincs folyóvíz, csatornázás, gáz, mobiltelefon-jel, vagy tömegközlekedés. Igen kevés szász ház maradt meg hagyományos állapotában, a legtöbbet új tulajdonosaik átépítették, tetőiket és nyílászáróikat modern anyagúakra cserélték.

## Népessége
1488-ban 34, 1532-ben azonban csak 21 háztartást számoltak. A népszámlálások szerint a románok a 19. század végén már többségben voltak: 1880-ban 1023 lakosából 534 volt román és 413 német anyanyelvű; 595 ortodox és 424 evangélikus vallású. A 20. század közepétől a kivándorlás jellemzi. A 20. század végére szász lakossága nagyrészt elhagyta: 1998-ban 15 német élt a faluban, rajtuk kívül Fogaras környékén 65, Ausztriában és Németországban pedig 395 felméri származású szász (összesen 475, mely nagyjából megfelel Felmér egykori szász lakosságának). 2011-ben 442 lakosából 347 román, 73 cigány, 3 német.
A szászok idejében a faluban négy szomszédság működött.

## Látnivalók
- A romos állapotú evangélikus erődtemplom eredetileg román stílusban épült, a 15. század végén erődítették és gótikus stílusban átépítették. A fal északi részén két torony még ma is látható, a déli részen a falat és a tornyokat lebontották, ma már csak az iskola maradványai láthatóak ott. A templom rossz állapotban van, tornyán repedés fut végig, a vakolat sok helyen hiányzik, berendezéséből kevés maradt meg.[7]
- Román ortodox temploma 1834-ben épült.[5]

## Képek

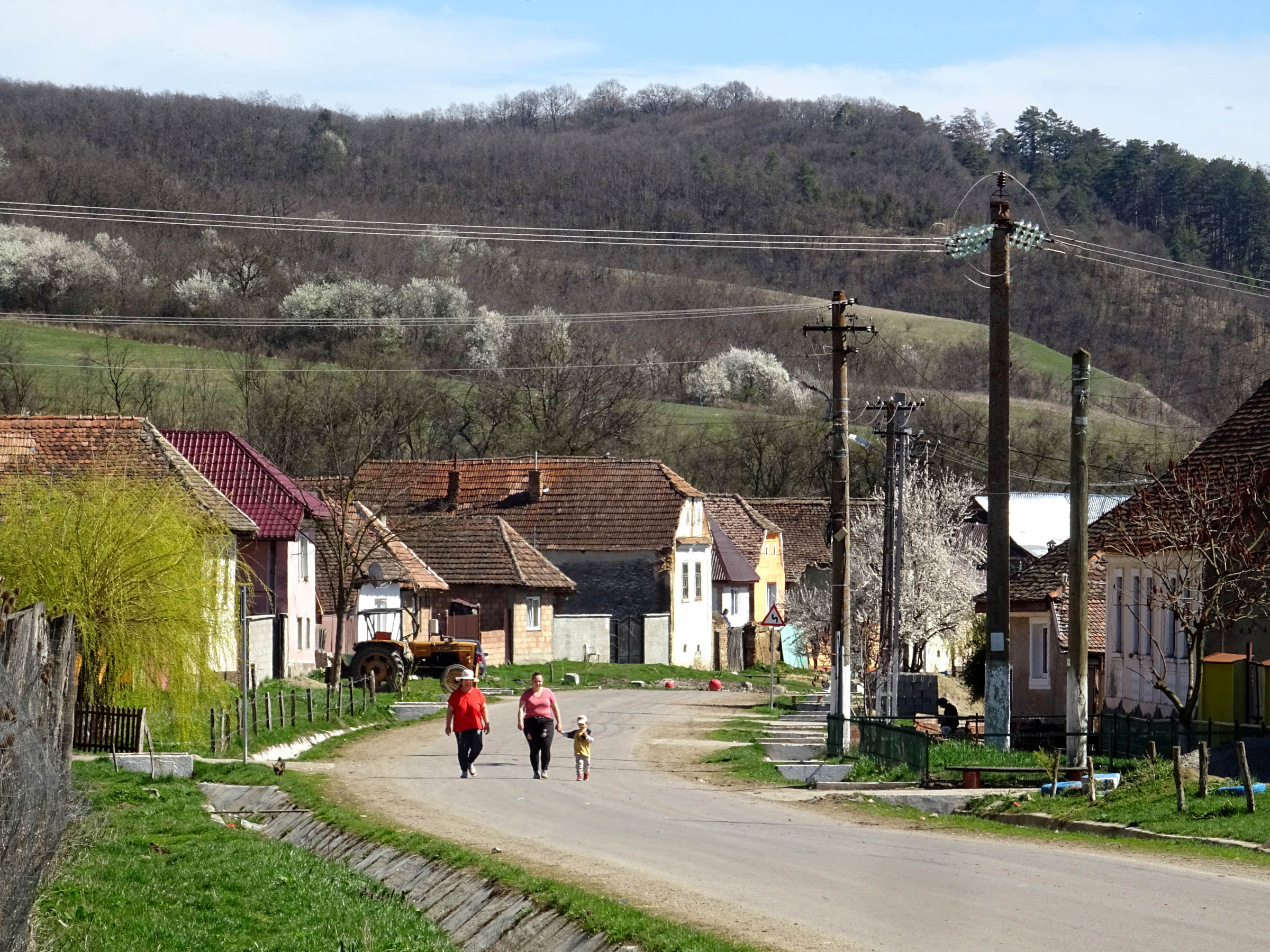
Falukép
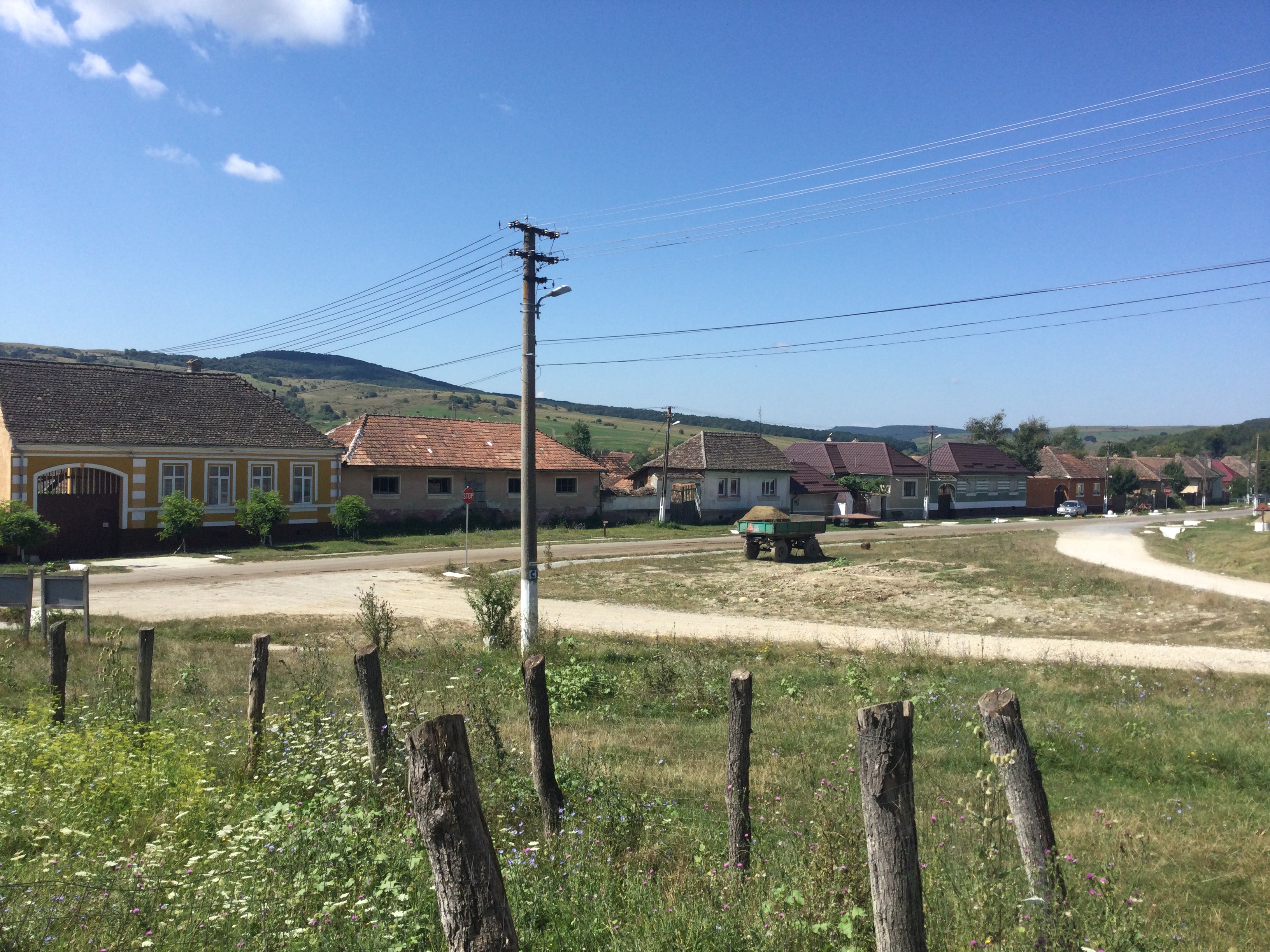
Falukép
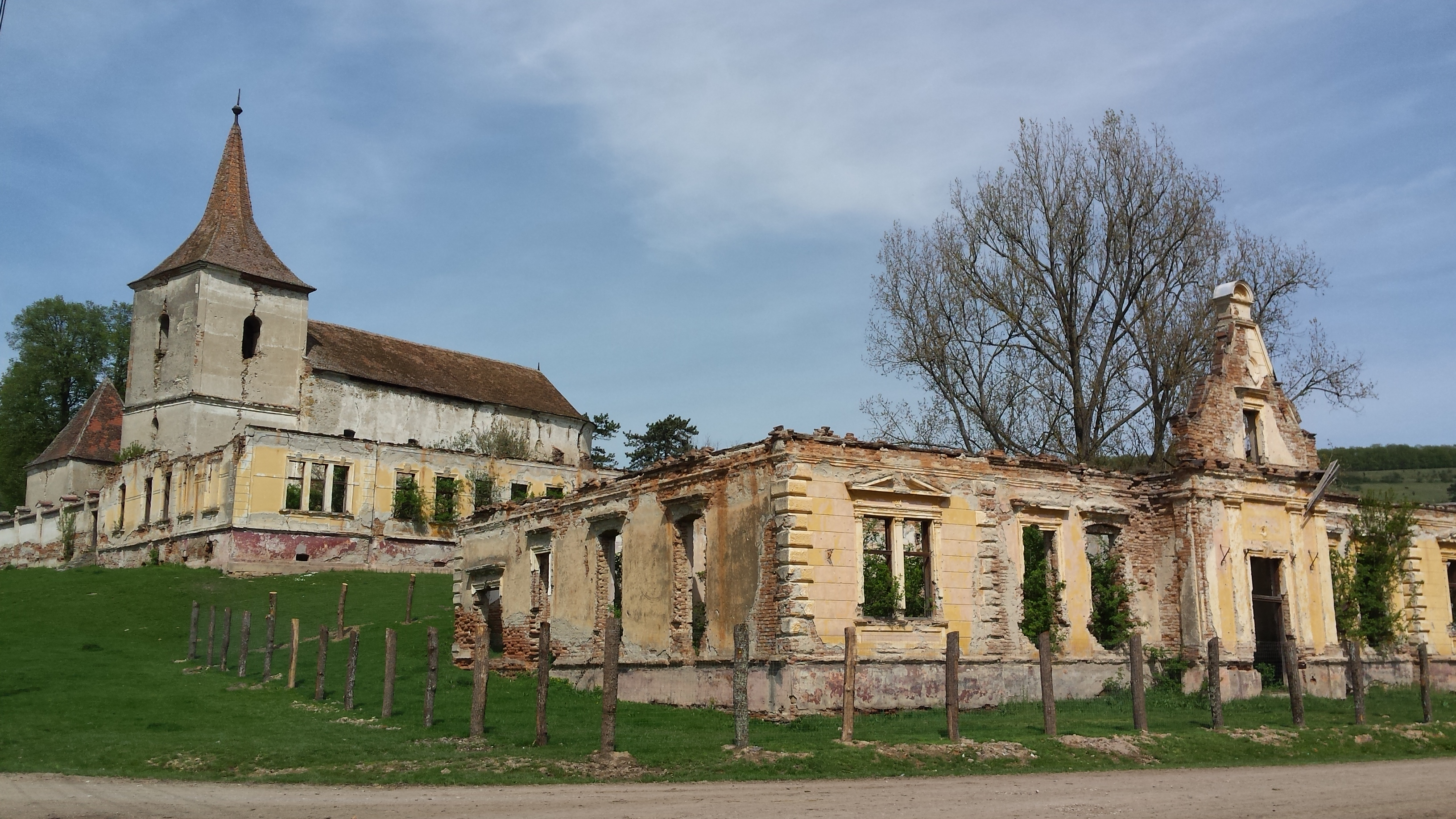
A községháza romjai és az evangélikus templom
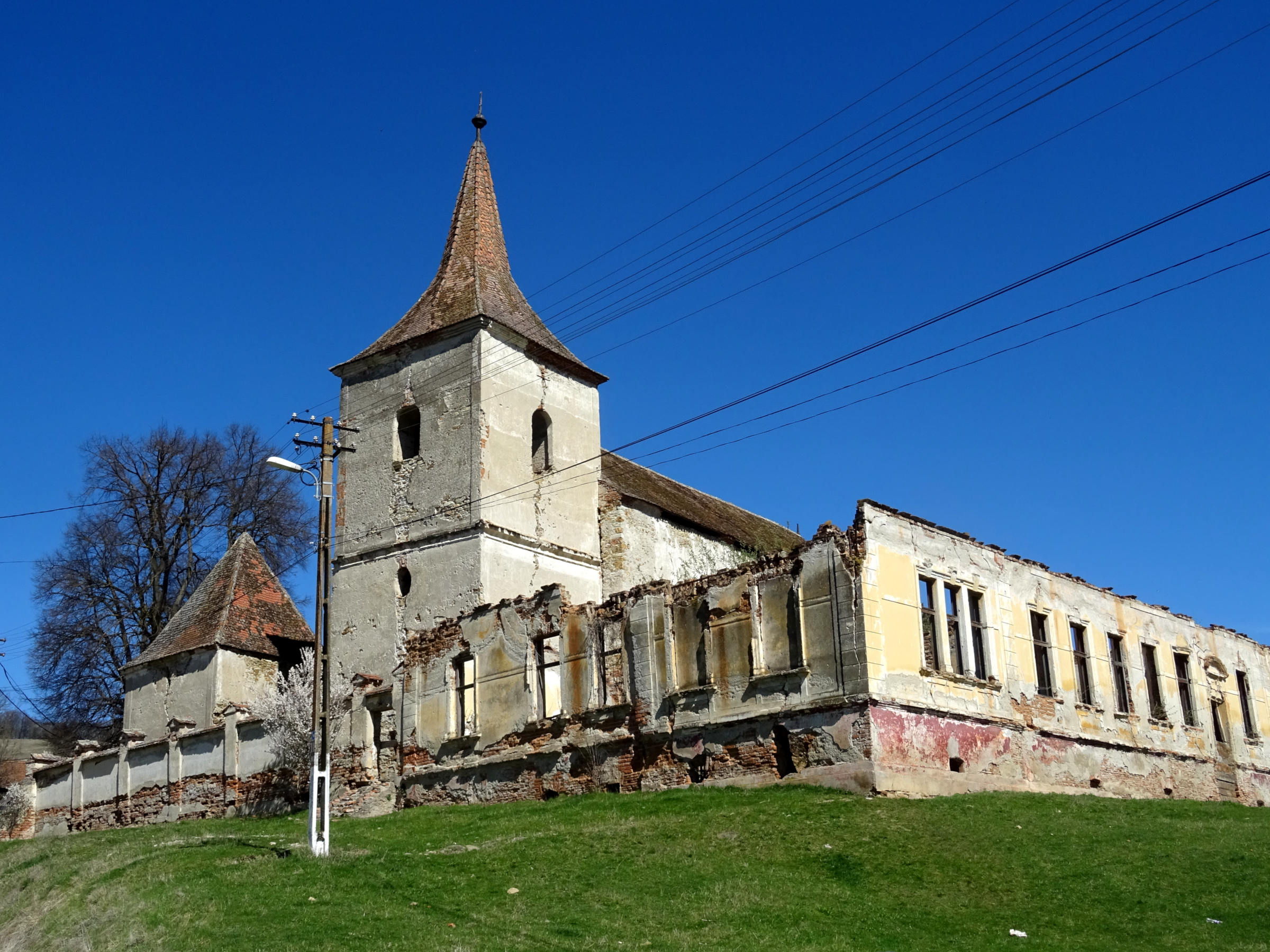
Az iskola romjai és a templom